# سام العذراء
سامانثا فيرجو ولدت سنة 20 فيفري 1987 هي لاعبة كرة قدم أسترالية تلعب مع جولد كوست وتشارك في قيادة دوري كرة القدم الأمريكية للسيدات حتى عام 2021.

## روابط خارجية
- Sam Virgo's profile on the official website of the Gold Coast Football Club
- Sam Virgo at AustralianFootball.com